# Comuna Boiu Mare, Maramureș
Boiu Mare (în maghiară: Nagybúny) este o comună în județul Maramureș, Transilvania, România, formată din satele Boiu Mare (reședința), Frâncenii Boiului, Prislop și Românești.

## Demografie
Componența etnică a comunei Boiu Mare
     Români (96,94%)
     Alte etnii (3,06%)
Componența confesională a comunei Boiu Mare
     Ortodocși (89,51%)
     Greco-catolici (5,94%)
     Alte religii (1,49%)
     Necunoscută (3,06%)
Conform recensământului efectuat în 2021, populația comunei Boiu Mare se ridică la 1.077 de locuitori, în scădere față de recensământul anterior din 2011, când fuseseră înregistrați 1.131 de locuitori. Majoritatea locuitorilor sunt români (96,94%). Din punct de vedere confesional, majoritatea locuitorilor sunt ortodocși (89,51%), cu o minoritate de greco-catolici (5,94%), iar pentru 3,06% nu se cunoaște apartenența confesională.

## Politică și administrație
Comuna Boiu Mare este administrată de un primar și un consiliu local compus din 9 consilieri. Primarul, Nicolae-Marcel Prodan[*], de la Partidul Social Democrat, este în funcție din 1 noiembrie 2024. Începând cu alegerile locale din 2024, consiliul local are următoarea componență pe partide politice:
|  | Partid                          | Consilieri | Componența Consiliului | Componența Consiliului | Componența Consiliului | Componența Consiliului | Componența Consiliului | Componența Consiliului |
|  | ------------------------------- | ---------- | ---------------------- | ---------------------- | ---------------------- | ---------------------- | ---------------------- | ---------------------- |
|  | Partidul Social Democrat        | 6          |                        |                        |                        |                        |                        |                        |
|  | Partidul Național Liberal       | 2          |                        |                        |                        |                        |                        |                        |
|  | Alianța pentru Unirea Românilor | 1          |                        |                        |                        |                        |                        |                        |

## Vezi și
- Biserica de lemn din Frâncenii Boiului
- Cheile Lăpușului (sit de importanță comunitară)
- Peștera Măgurici (sit de importanță comunitară)